# Пукени (Пукени)
Пукени (рум. Pucheni) насеље је у Румунији у округу Дамбовица у општини Пукени. Oпштина се налази на надморској висини од 671 m.

## Становништво
Према подацима из 2002. године у насељу је живело 2222 становника, од којих су сви румунске националности.

### Хронологија
| Година       | 1992 | 1993 | 1994 | 1995 | 1996 | 1997 | 1998 | 1999 | 2000 | 2001 | 2002 | 2003 | 2004 | 2005 | 2006 | 2007 | 2008 | 2009 | 2010 | 2011 | 2012 | 2013 | 2014 | 2015 | 2016 | 2017 |
| ------------ | ---- | ---- | ---- | ---- | ---- | ---- | ---- | ---- | ---- | ---- | ---- | ---- | ---- | ---- | ---- | ---- | ---- | ---- | ---- | ---- | ---- | ---- | ---- | ---- | ---- | ---- |
| Становништво | 2418 | 2400 | 2385 | 2366 | 2351 | 2313 | 2283 | 2277 | 2259 | 2243 | 2230 | 2206 | 2169 | 2141 | 2118 | 2090 | 2055 | 2044 | 2023 | 1995 | 1966 | 1914 | 1892 | 1865 | 1843 | 1801 |